# كونواي سميث
كونواي سميث (بالإنجليزية: Conway Smith)‏ (13 يوليو 1926 بهدرسفيلد في المملكة المتحدة - 1989) هو لاعب كرة قدم بريطاني (وحمل سابقاً جنسية المملكة المتحدة لبريطانيا العظمى وأيرلندا) في مركز مهاجم داخلي. لعب مع كوينز بارك رينجرز وهدرسفيلد تاون ونادي هاليفاكس تاون ونادي نيلسون.

## وصلات خارجية
- كونواي سميث على موقع قاعدة بيانات كرة القدم.إي يو (الإنجليزية)